# Xhamlliku

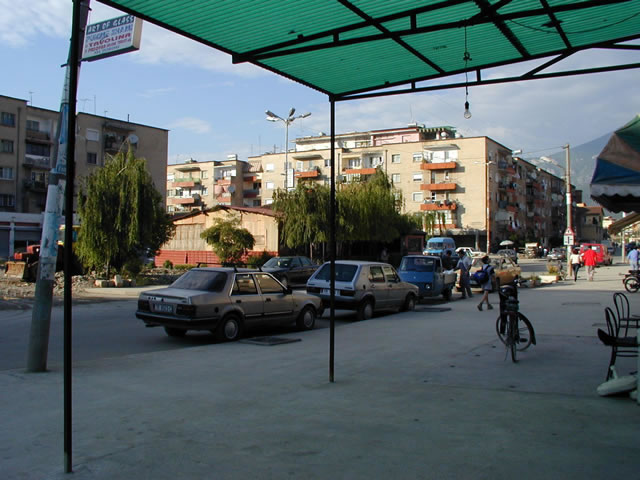
Xhamlliku während eines Sommernachmittages

Xhamlliku (auf albanisch selten auch Xhamllëku, im lokalen gegischen Dialekt Xhomlliku; Aussprache: [ʤ⁠amɫ⁠əku]) ist ein Stadtteil der albanischen Hauptstadt Tirana. Er liegt östlich des Stadtzentrums, an die innere Ringstraße angrenzend.
Als einer der wenigen Stadtteile erhielt Xhamlliku während der kommunistischen Diktatur unter Enver Hoxha keinen neuen Namen, sondern konnte die traditionelle osmanische Bezeichnungen behalten. Das Toponym stammt aus dem Türkischen entweder von Çamlık für „Kiefernhain“ oder von Camlık für „Auslage“ bzw. „Schaufenster“ ab. Wahrscheinlicher jedoch stammt der Begriff von einer Kneipe, die sich während der kommunistischen Diktatur in der Sozialistischen Volksrepublik Albanien hier befand. Die Kneipe hatte eine Fassade aus Glas (albanisch Xham, das Wort stammt ebenfalls aus dem Türkischen).
Im Zentrum des Stadtviertels befindet sich der von kommunistischen Appartementhäusern umgebene Sheshi Shtraus (Strauß-Platz), der nach Franz Josef Strauß benannt wurde. Von diesem führen die Straßen Rruga Hoxha Tahsim und Rruga Odhise Paskali (als Verlängerung der Rruga Qemal Stafa) ins Stadtzentrum, die Rruga Xhanfize Keko nach Osten zum Stadtteil Kinostudio und zum Vorort Dajt. Im Süden wird der Stadtteil von der Rruga Arkitekt Sinani begrenzt.
Xhamlliku ist eine der am dichtesten bevölkerten Nachbarschaften in Tirana. Während der Hoxha-Diktatur wurden viele historische traditionell albanisch-osmanische Gebäude wie Moscheen zerstört, um der modernen Einheitsarchitektur in Form von preisgünstigen Plattenbauten Platz zu machen.